# Postzegels van Andorra
De postzegels van Andorra verschijnen sinds 1928. Ze zijn uniek in de wereld in die zin dat ze niet worden uitgegeven door een eigen Andorrese nationale postdienst, maar door de postdiensten van de buurlanden Spanje en Frankrijk.

## Band met Spanje en Frankrijk
Net zoals Andorra tegelijkertijd wordt geregeerd door een Spaanse en een Franse co-vorst, zo delen beide landen ook het beheer van de postdiensten in de dwergstaat.

## Geschiedenis
In 1927 richtte Spanje een eerste postkantoor op in Andorra. Voordien bestond er geen enkele postdienst in het land. Mensen dienden hun brieven toen over de grens te gaan posten. Nochtans was de postdienst in Andorra reeds in 1878 toegekend aan Spanje, op een congres van de Wereldpostunie. Een jaar later, in 1928 verschenen de eerste Andorrese postzegels. Het ging om Spaanse postzegels met als overdruk CORREOS ANDORRA. Spoedig volgden 'eigen' postzegels, zei het met Spaanstalige opschriften.
Vanaf 1931 richtte ook Frankrijk een postdienst in in Andorra. De gebruikte postzegels waren Franse zegels met als overdruk ANDORRE. De eerste 'eigen' Frans-Andorrese zegels verschenen in 1932 met het opschrift VALÉES d'ANDORRE.
In 1950 brachten de Franse postdiensten de eerste Frans-Andorrese luchtpostzegel uit. In 1978 verscheen het eerste Spaans-Andorrese postzegelblok.
In Parijs bevindt zich de hoofdzetel van de in 1977 opgerichte Société d'Étude Philatélique et Postale de l'Andorre, ook Philandorre genoemd.
Vandaag de dag worden zowel de Spaanse als de Franse postzegels van Andorra uitgegeven onder het opschrift PRINCIPAT d'ANDORRA.
Portaal · Categorie